# MOON & EARTH
『MOON & EARTH』（ムーン・アンド・アース）は、 2011年3月9日発売された石井竜也14枚目のスタジオ・アルバム。

## 解説
石井ソロとして2年振りのアルバム。『EARTH　SIDE』と『MOON SIDE』の2枚組。名前の由来はある番組で取り上げられていた『月と地球の関係性』から来ている。
初回盤はシングル4曲ミュージック・ビデオと、ショートムービー『笹sasabune舟』、2010年10月21日、横浜アリーナで開催、25周年記念コンサート『NYLON CLUB GOLDEN CARNIVAL』とファンクラブ限定コンサート『HEARTS VOICE ROMANCE』ダイジェスト映像を収めたDVD付。
完全生産限定盤は2パターンあり、2枚組CDと初回盤DVDに加え、石井デザインのオブジェ『ME』同梱のAタイプ・オブジェ『ME』が描かれたTシャツが同梱のBタイプが存在する。

## 収録曲
全曲　作詞・作曲：石井竜也（特記以外）

### Disc1 （EARTH SIDE）
1. OCEAN DRIVE feat.K
（編曲：シライシ紗トリ）
26thシングル。
2. そういうもんさ
（編曲：TATOO）
高須クリニックCMソング[3]。
3. 安らぎを求めて feat.伊藤由奈
（編曲：西山勝）
『DRIVE & LOVE プロジェクト』オフィシャルキャンペーンソング。伊藤由奈とコラボ。
4. 蒼の思い出
（編曲：TATOO）
5. TEARS TOWN
（編曲：中崎英也）
6. THE WAVE OF LOVE feat.ANRI
（作詞・作曲：石井竜也・杏里　編曲：柿崎洋一郎）
27thシングル。
7. 未知への道
（編曲：中崎英也）
26thシングル2曲目。
8. 今を描こう
（編曲：光田健一）
9. ARIGATO
（編曲：TATOO）
28thシングル2曲目。
10. WALKING feat.PEABO BRYSON
（作詞：石井竜也・こころ　編曲：TATOO・西山勝）
28thシングル。

### Disc2 (MOON SIDE)
1. 輪廻
（編曲：TATOO）
2010年9月20日に薬師寺で行われた『TATUYA ISHII SPIRITUAL CONCERT 2010 輪廻秋月』[4]からのライヴ音源。冒頭の約3分間で流れているのは『イスタンブール回想』というInstrumentalである[5]。
2. 夕焼け飛行船
（編曲：中崎英也）
3. 霧の中
（編曲：TATOO）
4. はなひとひら
（編曲：TATOO）
29thシングル。
5. 命の球体
（編曲：中崎英也）
6. 逢いたい
（編曲：TATOO）
石井が敬愛していた伯父に捧げた曲。
7. 安心の岸辺
（編曲：光田健一）
8. 二人の恋糸
（編曲：TATOO）
帯匠・山口源兵衛[6]のものづくりに魅せられ、制作した曲[7]。
9. 緑の窓 (Album ver.)
（編曲：TATOO・西山勝）
26thシングル3曲目のアルバム・ヴァージョン。
10. 夕焼け飛行船 〜空虚〜
（編曲：中崎英也）
MOON SIDE 2曲目のInstrumentalアレンジ・ヴァージョン。

### DVD

#### MUSIC CLIPS
1. OCEAN DRIVE feat. K
2. THE WAVE OF LOVE feat. ANRI
3. WALKING feat. PEABO BRYSON
音源はショート・ヴァージョン。
4. はなひとひら
5. 「笹sasabune舟」 短編映画作品
ショートショートフィルムフェスティバル & アジア 2011話題賞受賞
「はなひとひら」のイメージショートフィルムで石井は監督、演出、脚本を担当した。

#### TATUYA ISHII Live Digest 2010
1. NYLON CLUB GOLDEN CARNIVAL & HEARTS VOICE ROMANCE